# Leptotrichum wahlenbergii
Leptotrichum wahlenbergii là một loài rêu trong họ Ditrichaceae. Loài này được Brid. Mitt. mô tả khoa học đầu tiên năm 1859.